# Amblycratus fuscolineata
Amblycratus fuscolineata är en insektsart som först beskrevs av  1904.  Amblycratus fuscolineata ingår i släktet Amblycratus och familjen vedstritar. Inga underarter finns listade i Catalogue of Life.